# Кандергрунд
Кандергрунд (нім. Kandergrund) — громада  в Швейцарії в кантоні Берн, адміністративний округ Фрутіген-Нідерзімменталь.

## Географія
Громада розташована на відстані близько 45 км на південь від Берна.
Кандергрунд має площу 32,1 км², з яких на 4,3% дозволяється будівництво (житлове та будівництво доріг), 32,6% використовуються в сільськогосподарських цілях, 36,9% зайнято лісами, 26,1% не є продуктивними (річки, льодовики або гори).

## Демографія
2019 року в громаді мешкало 821 особа (+1,5% порівняно з 2010 роком), іноземців було 6,8%. Густота населення становила 26 осіб/км².
За віковим діапазоном населення розподілялося таким чином: 21,2% — особи молодші 20 років, 57,4% — особи у віці 20—64 років, 21,4% — особи у віці 65 років та старші. Було 378 помешкань (у середньому 2,2 особи в помешканні).
Із загальної кількості 301 працюючого 111 був зайнятий в первинному секторі, 89 — в обробній промисловості, 101 — в галузі послуг.